# Columbus 64
Columbus 64 ist ein vierteiliger Spielfilm des Deutschen Fernsehfunks von Ulrich Thein aus dem Jahr 1966.

## Handlung

### 1. Gestatten, Brecher, Berlin
Erstausstrahlung am 1. Oktober 1966
Georg Brecher, ein 34-jähriger Journalist mit Ambitionen zum Schriftsteller, führt eine junge Frau namens Karin durchs Pergamonmuseum. Anschließend verbringen beide die Nacht bei Brecher, trennen sich aber am Tag darauf wieder. Brecher ist ein Mensch, der in den Tag hineinlebt und Schulden hat, aber einen amerikanischen Chevrolet fährt. Als er versucht, seinen Vater, einen Zahnarzt, um Geld anzupumpen, um Schulden bei seiner Haushälterin, die er sich leistet, bezahlen zu können, lehnt dieser das ab. Auch Krümel, ein Freund in der Redaktion einer Zeitung, für die er manchmal arbeitet, kann ihm nur 100 Mark leihen. Dafür erhält er das Angebot, eine Reportage über die Wismut AG zu schreiben, was er aber nicht möchte. Daneben hat er Streit mit seiner ungarischen Freundin, der Sängerin Tery. Er möchte nicht, dass sie ständig durch die ganze DDR tingelt. Ihr macht der Beruf jedoch Spaß, und sie möchte nicht darauf verzichten. Zufällig findet ihr nächster Auftritt bei einer Veranstaltung der Wismut statt, und er fährt sie mit dem Auto dorthin, dabei überlegend, den Artikel doch noch zu schreiben. Kurz vor dem Ziel geht der Motor seines Autos kaputt, er muss sich um die Reparatur kümmern, und da Tery zum Auftritt muss, trennen sie sich und verabreden sich für den Abend im Hotel. Die Reparatur des Autos wird jedoch mehrere Wochen dauern, im verabredeten Hotel ist kein Zimmer mehr frei, so dass er mit einem einfachen, weiter entfernten Hotel, vorliebnehmen muss. Als er in das Kulturhaus zu Tery will, wird er vom Pförtner zunächst nicht eingelassen. Sie kommen zwar noch zusammen, doch am nächsten Tag fährt Tery wieder nach Hause und Georg bleibt in der Wismut.

### 2. Sepp und all die anderen
Erstausstrahlung am 2. Oktober 1966
Im Tagebau „IV. Parteitag“ gibt es Transportprobleme, da die schweren sowjetischen KrAZ-LKW auf den glatten Wegen Schwierigkeiten haben. Mehrere Kraftfahrer der Streufahrzeuge sind gleichzeitig ausgefallen. Und so ergibt es sich, dass Georg angesprochen wird, einzuspringen. Da er wie immer klamm mit seinem Geld und sein Auto noch nicht repariert ist, sagt er zu. Für ihn ist es eine ganz neue Erfahrung regelmäßig körperlich und verantwortungsbewusst zu arbeiten. Er macht seine Sache aber so gut, dass ihm die Anerkennung der Kollegen sicher ist. Auf der Suche nach Kurt Steinhauer, der ihm von der Zeitungsredaktion als Ansprechperson genannt wurde, kommt es zu Irritationen. Georg sucht Steinhauer zunächst vergeblich zu Hause auf. Aber nicht dort, sondern bei seiner Lebensgefährtin Isa, die in dem Ruf steht, eine etwas leichtfertige Person zu sein, trifft er ihn schließlich an. Um ihren Kurt, der wieder einmal angetrunken ist, zu ärgern, behauptet Isa, dass sie mit Georg, während eines vergeblichen Besuchs, um den Kollegen Steinhauer kennenzulernen, im Bett gewesen sei. Daraufhin bezieht Georg von Kurt eine gehörige Portion Prügel, woraus sich nach einer klärenden Aussprache eine enge Freundschaft entwickelt.
Die Versuche Georgs, mit seiner Freundin Tery Kontakt aufzunehmen, scheitern. Diese soll sich in Budapest aufhalten, ist aber weder schriftlich noch telefonisch zu erreichen. Dafür wird er aber von der Tochter der Wirtsleute seines Hotels heimlich verehrt. Diese bereitet sich im Fremdsprachenabendstudium auf ihren Berufswunsch – Köchin auf einem Schiff – vor. Das wiederum passt ihrem Vater nicht, der seine Frau und Tochter ständig verprügelt, wenn etwas nicht seinem Willen entspricht. Dank Georgs Unterstützung kann das aber durch Sepp Wenig geklärt werden.
Nach Ende der Winterperiode wird kein Streusandauto mehr gebraucht, und Georg wird nun Kipperfahrer auf einem KRAS. Gleich in der ersten Woche hat er Nachtschicht und bewältigt diese auch. Als er aber in der darauffolgenden Woche im Tausch für einen Kollegen wiederum eine Nachtschicht übernimmt, bricht er zusammen. Eine ärztliche Untersuchung ergibt, dass er den Anstrengungen nicht gewachsen ist. Sein Auto ist inzwischen repariert und so fährt er wieder nach Berlin.

### 3. Nackenschläge, Zinsen – und ein ganz kleiner Koch
Erstausstrahlung am 4. Oktober 1966
Am Tage der Ankunft in Berlin erfährt Georg, dass Tery auf dem Weg in die Stadt ist. Nachdem er vergeblich zwischen Flughafen Schönefeld und Ostbahnhof hin- und herpendelt, um sie abzuholen, hört er, dass sie bereits in einer Pension am Schiffbauerdamm eingecheckt hat und fährt zu ihr. Tery macht ihm aber nur klar, dass sie das Verhältnis zu ihm lösen will, da es nicht auf Liebe basiert. Für Georg bricht erst einmal die Welt zusammen, was er mit Alkohol zu überbrücken versucht. Nachdem die Feiernden von der Gaststätte in seine Wohnung weiterziehen, schmeißt er in den frühen Morgenstunden alle Besucher raus. Er merkt, dass sein Leben in dieser Form, so nicht weitergehen kann. Um einen Anfang zu machen, verkauft er seinen teuren Ami-Schlitten und bezahlt davon erst einmal die Schulden bei seiner Haushälterin und die Versorgung für die nächsten drei Monate. Sein Freund Krümel besorgt ihm, gegen den Widerstand der Redaktionsleitung, einen Auftrag an der Ostsee. Er soll eine schwedische Delegation während der Ostseewoche begleiten und darüber einen mehrteiligen Bericht schreiben. Das beginnt bereits bei der Abholung in Trelleborg. Bei der Überfahrt mit der Fähre „Saßnitz“ trifft er die Wirtstochter Gundel aus seinem Hotel in der Wismut wieder. Sie hat ihren Traum wahrgemacht und arbeitet hier als Köchin. Da beide beruflich eingebunden sind, verabreden sie sich 14 Tage später. Sie gehen den ganzen Tag, mit Gundels Freundin, spazieren und wollen zum Abend ein Fischerfest besuchen. Damit sie gestärkt dort ankommen, wollen sie vorher etwas Warmes essen. Da trifft Georg den Steuermann Paul, über dessen Fischkutter er mal einen Artikel geschrieben hat. Paul ist stark betrunken, aber Georg sorgt dafür, dass dieser sein Schiff noch vor dem Auslaufen erwischt. Dadurch ist aber Gundel allein auf dem Fischerfest und betrinkt sich das erste Mal in ihrem Leben. Die anderen Gäste machen sich deshalb lustig über sie, aber Georg kann sie zur späten Stunde noch aus dieser Situation befreien.
Krümel bekommt zwischenzeitlich großen Ärger, da der Bericht über die Schweden erwartet wird, aber Georg sich nicht meldet. Dieser hatte vergeblich in der Nacht versucht in Berlin bei der Redaktion anzurufen. Krümel übt Selbstkritik bei seinem Chefredakteur und nimmt sich vor, Georg nie wieder zu unterstützen. Doch bei einem Besuch bei ihm zu Hause erkennt er, dass dieser den Auftrag ernsthaft bearbeitet, aber nichts von der Dringlichkeit wusste. Nun steht Krümel wieder voll hinter ihm. Auch die Erzählung über seine Zeit bei der Wismut wird langsam fertig und Georg versucht diese in einem Verlag unterzubringen. In einem Gespräch mit Herrn Korat, dem nicht gerade mit ihm freundschaftlich verbundenen Lektor des Verlages, verspricht dieser, sich der Erzählung anzunehmen und sie zu lesen.

### 4. Guten Tag, Sonne, ich heiße Moritz
Erstausstrahlung am 5. Oktober 1966
Mit der Post kommt eine Aufforderung an Georg, sich beim Jugendamt im Bezirk Berlin-Mitte zu melden. Dort erfährt er zu seiner Überraschung, dass er Vater eines 7-jährigen Jungen ist. Nachdem er dieses anfänglich nicht glauben will, stellt sich heraus, dass das Kind das Ergebnis eines einmaligen Beischlafs war. Der Mutter wurde das Kind auf Grund ihres Lebenswandels entzogen und in ein katholisches Heim gesteckt, da  in den staatlichen kein Platz war. Die Mutter hat in einer Zeitung einen Artikel von Georg gelesen und ist so nach den vielen Jahren an seine Adresse gekommen. Sie ist nun der Meinung, die nächsten sieben Jahre solle Georg das Geld für den Heimplatz bezahlen. Dieser will den Jungen aber zu sich nach Hause holen. Er fährt noch in der gleichen Woche ins Eichsfeld und holt Moritz dort ab. Der Junge ist sehr glücklich und wird von Georg sehr verwöhnt. Nur dass Moritz ihn immer „Herr Vater“ nennt und ständig betet, will ihm Georg abgewöhnen.
Über den Nationalfeiertag der DDR, dem 7. Oktober, ist Gundel auf dem Weg zu Georg. Dieser hatte ihr zwar geschrieben, dass er keine Zeit hat, ihre Sehnsucht war aber größer. Nachdem er für Moritz ein eigenes Zimmer hergerichtet hat, denkt Gundel, dass Georg jetzt mit ihr schlafen will und macht ihm klar, dass sie noch Jungfrau ist und er doch vorsichtig sein sollte. Doch er versucht ihr zu erklären, dass seine Gefühle für sie eher die eines Bruders sind. Über diese Enttäuschung muss sie erst einmal hinwegkommen.
Der Lektor ist über die Erzählung außerordentlich begeistert und will sie jetzt gemeinsam mit Georg für den Druck vorbereiten. Doch Georg, der inzwischen viele neue Erkenntnisse gewonnen hat, nimmt das Manuskript wieder mit nach Hause, um es zu überarbeiten.

## Zensierte Szenen
Mehrere Szenen des Films fielen der DDR-Zensur zum Opfer, darunter alle Auftritte von Wolf Biermann, der ursprünglich auch den Titelsong Warte nicht auf beßre Zeiten beigesteuert hatte. Biermann trat unter seinem eigenen Namen auf. Die entfernten Szenen fanden sich im Nachlass von Ulrich Thein und sind auf der DVD-Edition als Bonus-Material enthalten.

## Produktion
Die letzten 25 Minuten des 3. Teils sind deckungsgleich mit den ersten 25 Minuten des 4. Teils. Dies hat mit Fehlern bei der Archivierung, womöglich auch mit Eingriffen der Zensur zu tun. Die ursprünglich ausgestrahlte Fassung unterschied sich von dieser überlieferten Version. Interessant an dem Film sind auch die Aufnahmen des Berliner Stadtzentrums vor dessen späterer Umgestaltung.

## Kritik
E. M. meinte in der Tageszeitung Neues Deutschland nach dem ersten Teil, dass die Problematik des Films unkonventionell und künstlerisch überzeugend gestaltet sei.
Ebenfalls nach Ausstrahlung des ersten Teils kam M. K. in der  Neuen Zeit zu dem Schluss, dass Armin Mueller-Stahl in die Gestalt des Brecher hineingestiegen sei, wie in einen maßgeschneiderten Anzug. Jungenhaft, voreilig geht er umher, mit ungeduldiger Männlichkeit, egoistisch und dennoch ausgestattet mit der zunächst etwas verschüttet liegenden Ehrlichkeit und Anständigkeit im Herzen.
Elvira Mollenschott schrieb in der Tageszeitung Neues Deutschland: „Das Lob, das Ulrich Thein als Regisseur dafür gezollt werden sollte, Kumpel der Wismut so natürlich und urwüchsig auf den Bildschirm gebracht zu haben, muss ergänzt werden durch ein weiteres für das Zartgefühl und den sicheren künstlerischen Geschmack, mit dem der kleine Uli Kahle, Interpret der wunderschönen Rolle des Moritz, von Ulrich Thein geführt wurde.“